# 德米特里夫卡 (羅日謝區)
50°56′3″N 25°14′39″E / 50.93417°N 25.24417°E
德米特里夫卡（烏克蘭語：Дмитрівка），是烏克蘭的村落，位於該國西部沃倫州，由盧茨克區負責管轄，始建於1545年，面積0.64平方公里，海拔高度187米，2001年人口180，人口密度每平方公里281.25人。